# 다중 레이블 분류
다중 레이블 분류(multi-label classification) 또는 다중 출력 분류(multi-output classification)는 기계 학습에서 여러 개의 비독점 레이블이 각 인스턴스에 할당될 수 있는 분류 문제의 변형이다. 다중 레이블 분류는 인스턴스를 여러(2개 이상) 클래스 중 하나로 정확하게 분류하는 단일 레이블 문제인 다중 클래스 분류를 일반화한 것이다. 다중 레이블 문제에서 레이블은 비배타적이며 인스턴스가 할당될 수 있는 클래스 수에 대한 제약이 없다.
공식적으로 다중 레이블 분류는 입력 x를 이진 벡터 y에 매핑하는 모델을 찾는 문제이다. 즉, y의 각 요소(레이블)에 대해 0 또는 1의 값을 할당한다.

## 같이 보기
- 다중 클래스 분류